# Ashford Mill
Ashford Mill est une ancienne localité minière du comté d'Inyo, en Californie, dans l'Ouest de États-Unis. Aujourd'hui en ruines, elle est protégée au sein du parc national de la vallée de la Mort.